# U-Bahn-Station Museumsquartier
Die Station Museumsquartier ist eine zweigeschoßige, unterirdische Station der Linie U2 an der Grenze zwischen 1., 6. und 7. Wiener Gemeindebezirk. Sie verfügt über zwei Seitenbahnsteige und befindet sich an der sogenannten Zweierlinie, direkt unter dem Museumsplatz. Namensgeber ist das MuseumsQuartier. Ausgänge führen über eine kleine Geschäftspassage unter der Kreuzung Mariahilfer Straße, Museumstraße, Babenbergerstraße und Getreidemarkt an die Oberfläche. Die Station verfügt über Aufzüge und ist somit barrierefrei. Wichtige Punkte in der unmittelbaren Umgebung sind das Museumsquartier, die Einkaufsstraße Mariahilfer Straße, das Kunsthistorische Museum sowie das Naturhistorische Museum.

## Geschichte
Die Station wurde 1966 erstmals mit dem Namen Mariahilfer Straße als Unterpflaster-Straßenbahn eröffnet. Am 30. August 1980 wurde der U-Bahn-Betrieb aufgenommen. Am 6. April 1991 wurde die Station in Babenbergerstraße umbenannt. In den Jahren 2000–2001 erfolgte der Ausbau der Bahnsteige für den Betrieb von Langzügen. Dabei wurde auch die Geschäftspassage in Hinblick auf die Eröffnung des Museumsquartiers saniert und umgestaltet.

## Ausbauprojekt „Linienkreuz U2/U5“
Im Zuge des Ausbauprojekts Linienkreuz U2/U5 soll die U2 einen neuen Südast bekommen und diese Station nicht mehr anfahren. Stattdessen wird die Station Museumsquartier von der neuen U5 bedient werden. Da diese U-Bahn-Linie vollautomatisch verkehren wird, wurden im Rahmen einer dreieinhalbjährigen Sperre der Strecke Schottentor–Karlsplatz Bahnsteigtüren nachgerüstet. Nach Ablauf der Sperre bedient zuerst nur die U2 die Station, nach ihrer Eröffnung auch die U5 und nach der Eröffnung des neuen Südastes der U2 nur mehr die U5.

## Ausgestaltung
Eigens für die Station hat der Tiroler Bildhauer und Zeichner Rudi Wach 2001 den Zyklus „Lauf der Geschöpfe“ geschaffen. Die Kunst fängt bereits am Bahnsteig an; damit soll vermittelt werden, dass der Bereich rund um die Station einen Konzentrationspunkt des kulturellen Lebens in der Stadt darstellt, da von hier aus das Museumsquartier und die zwei Hof-Museen zu erreichen sind. Die 18 überdimensionalen Bleistiftzeichnungen auf den Bahnsteigen geben dem Wesen des Menschen Gestalt. Am Bahnsteig 1 (Richtung Karlsplatz) finden sich 10 Zeichnungen, am Bahnsteig 2 (Richtung Seestadt) acht. 
Am Bahnsteig 1 findet sich weiters das Bronze-Relief „Der Jubilierende“, ebenfalls von Rudi Wach. Vom selben Künstler wurden im Verteilergeschoß die Bronze-Plastiken „Wächter“, „Lebenskeim“ und „Tor des Verborgenen“ aufgestellt.

## Bildergalerie

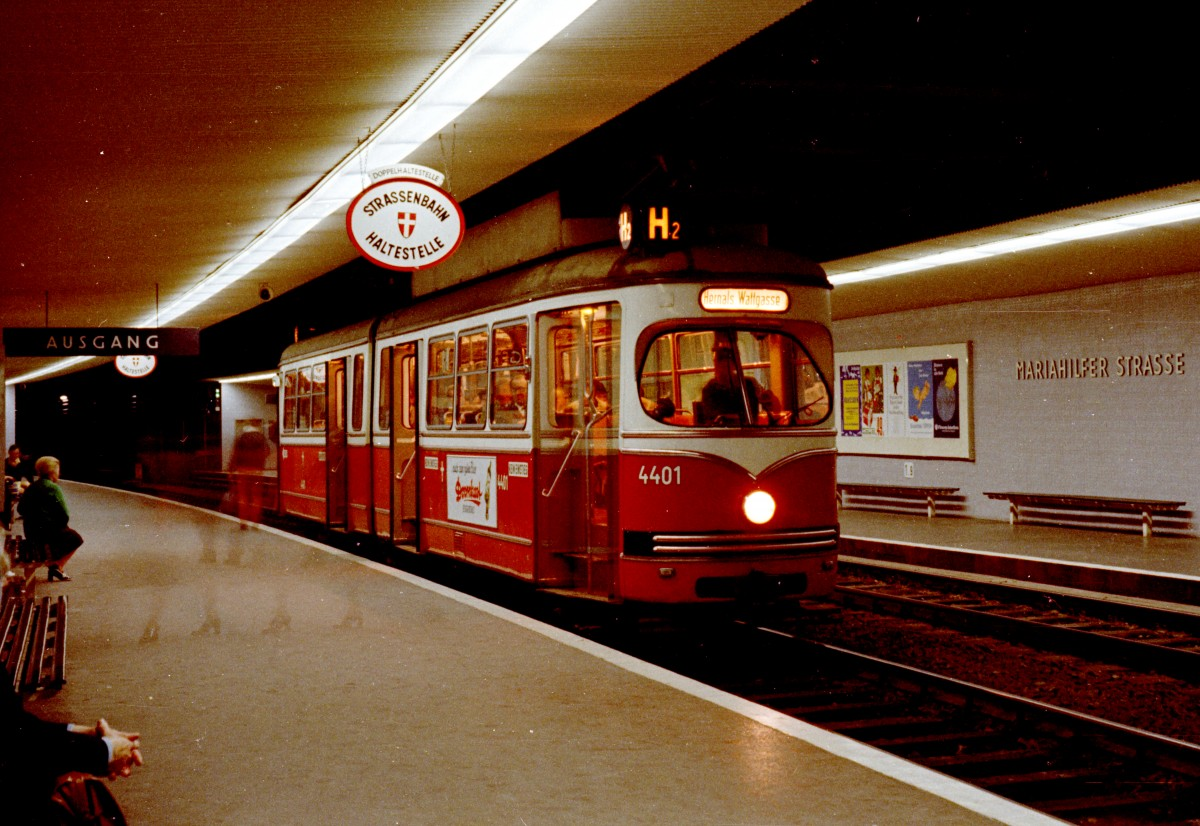
Unterirdische Straßenbahnhaltestelle Mariahilfer Straße, 1971
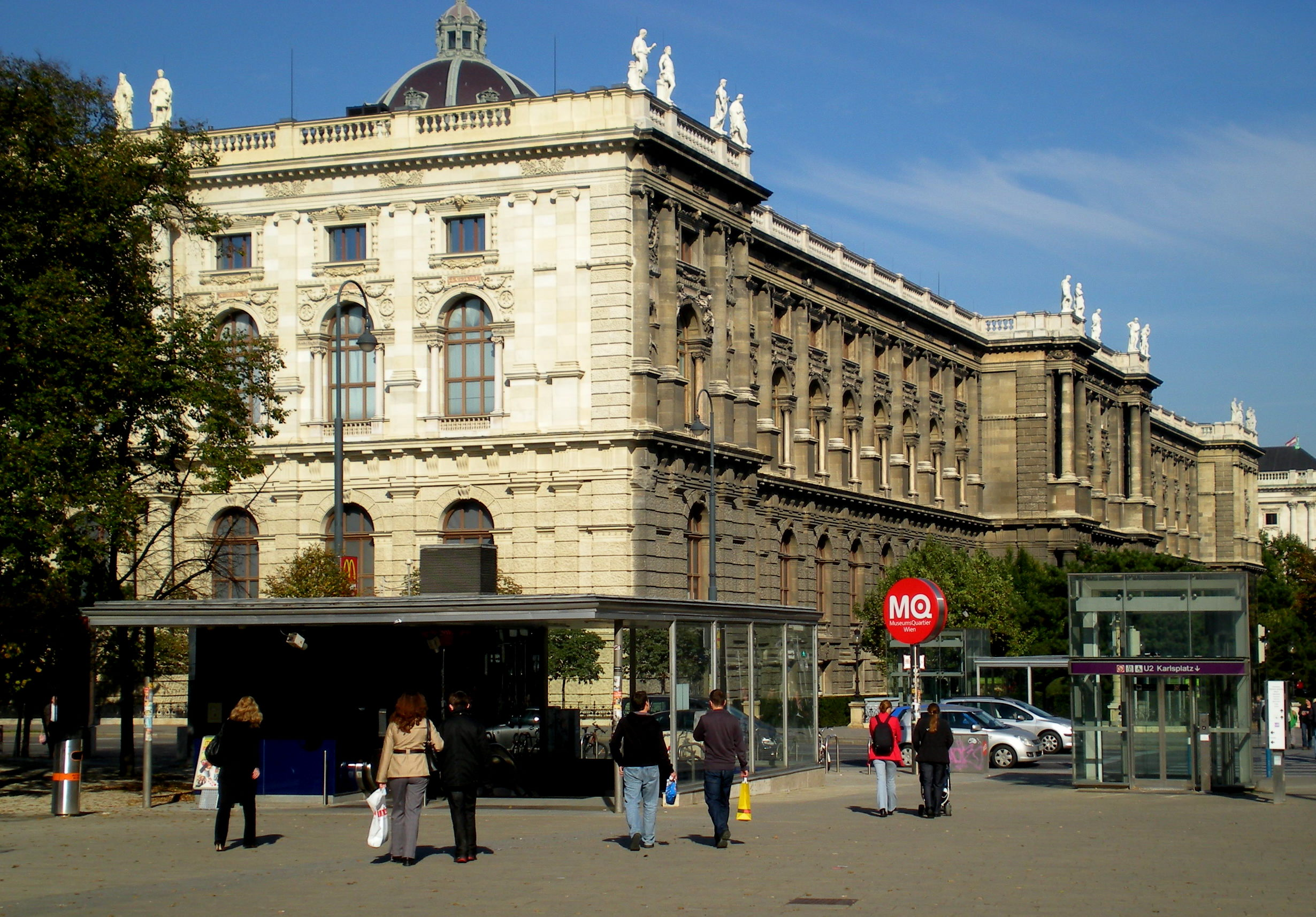
Abgang beim Kunsthistorischen Museum
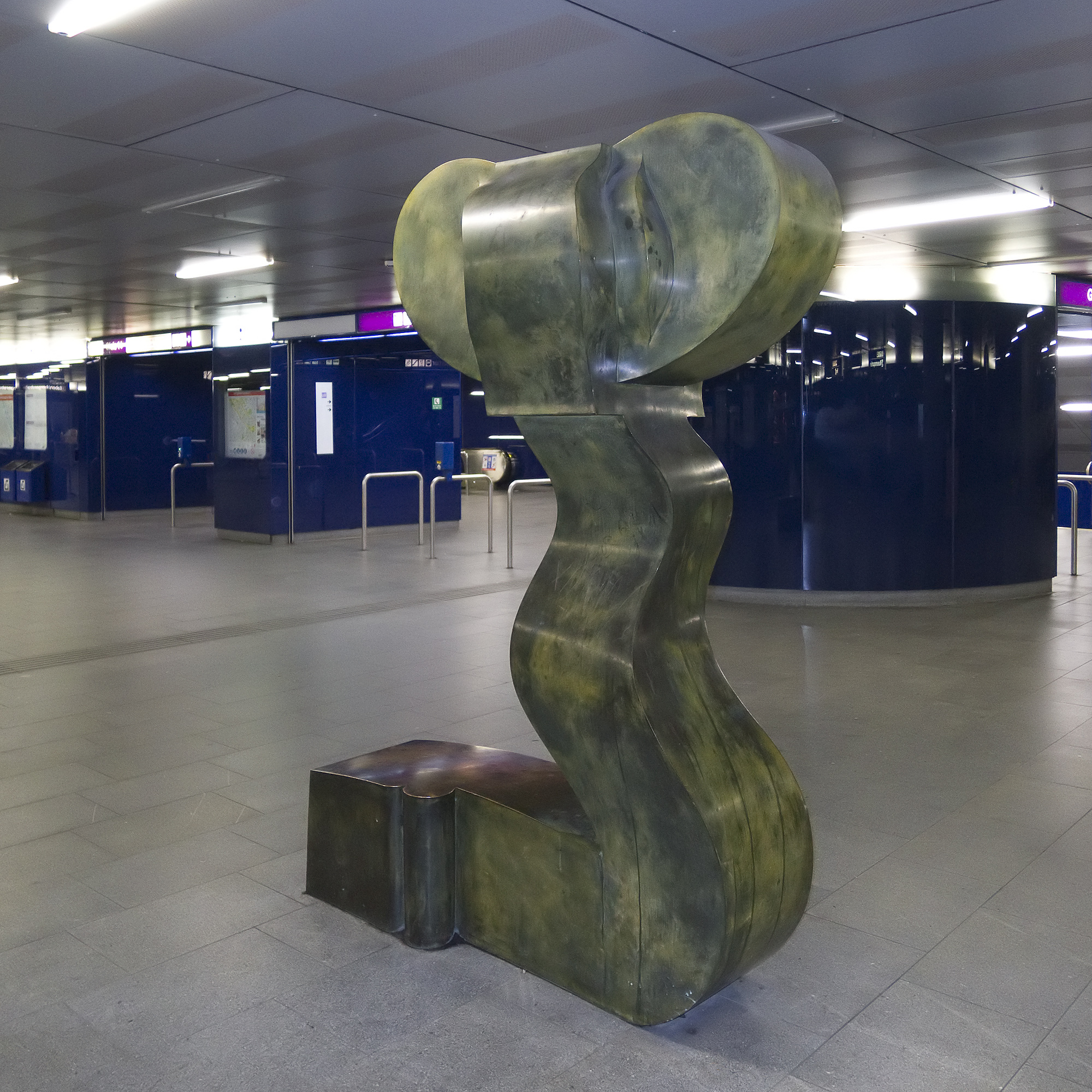
Plastik „Lebenskeim“
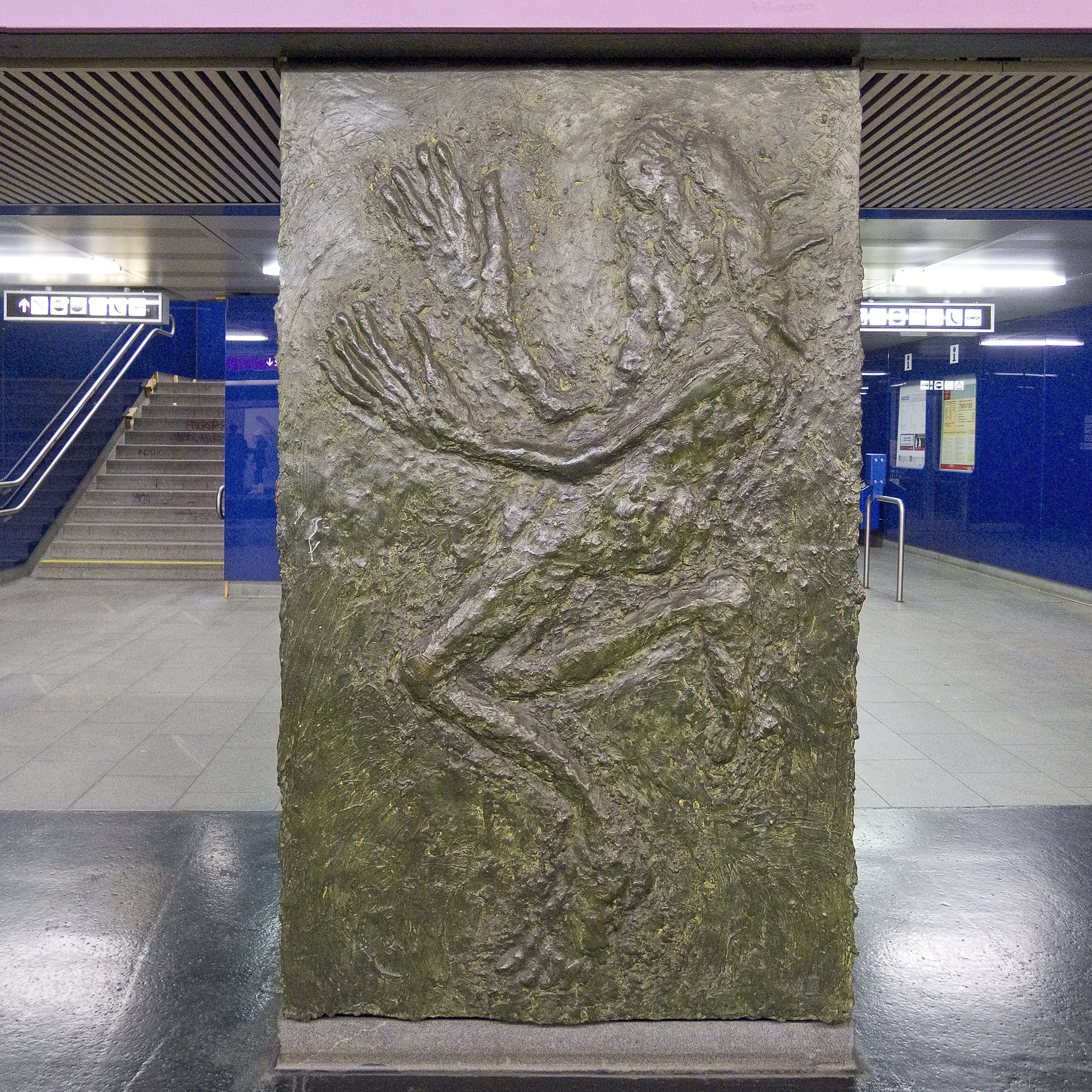
Relief „Der Jubilierende“
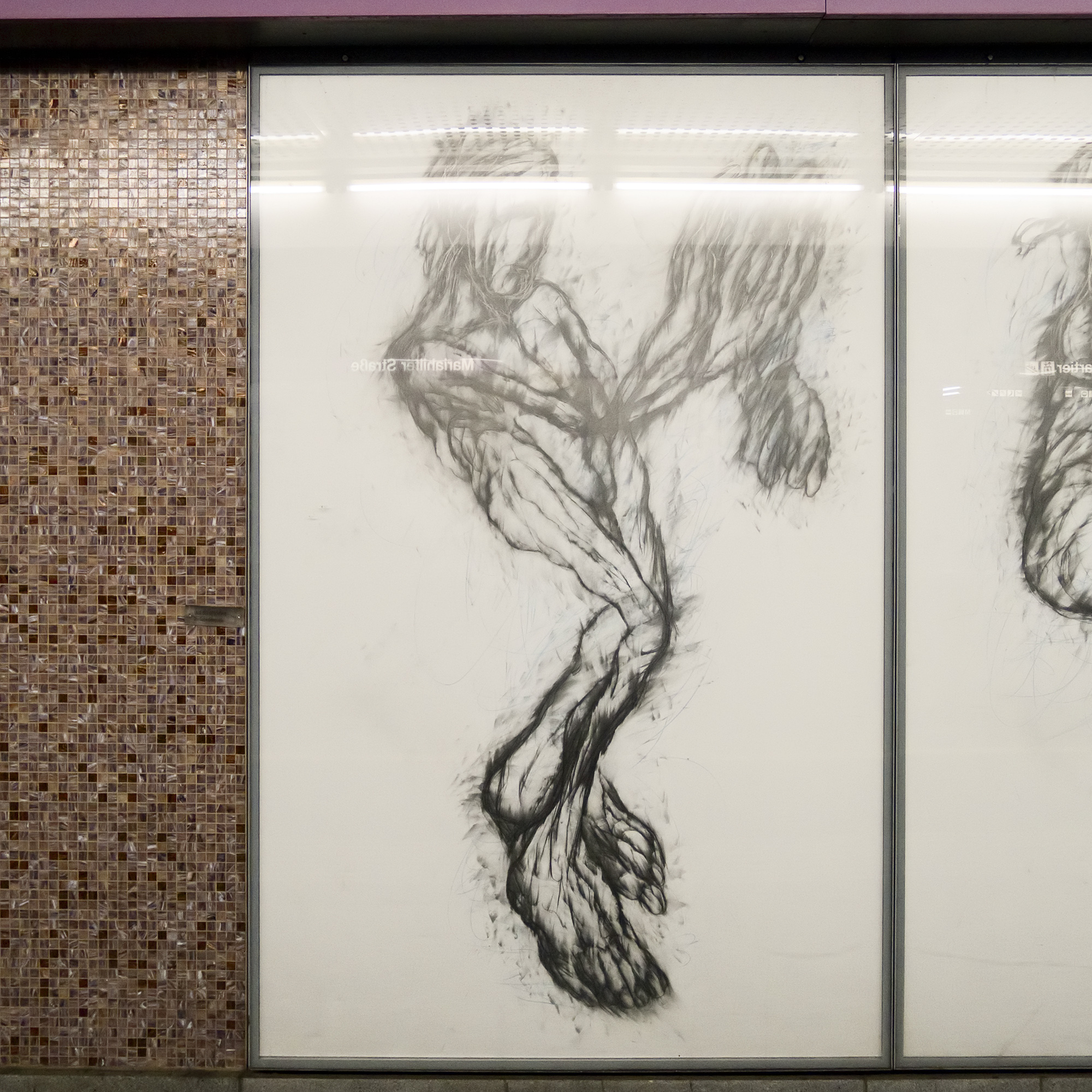
Zeichnung „Der Gabenbringende“
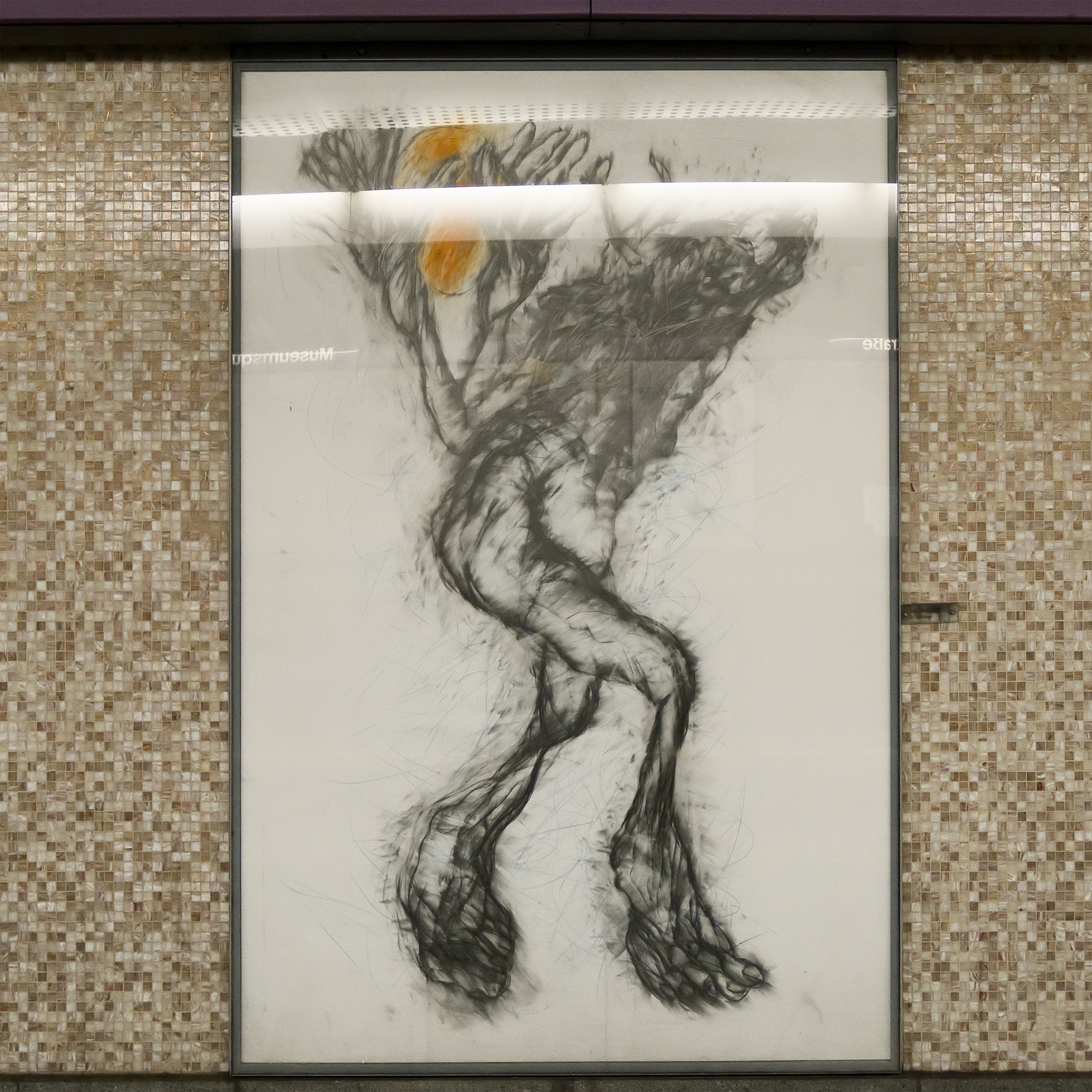
Zeichnung „Der Lichtbringer“